# Гросгансдорф
Гросгансдорф (нім. Großhansdorf) — громада в Німеччині, розташована в землі Шлезвіг-Гольштейн. Входить до складу району Штормарн.
Площа — 11,2 км2. Населення становить 9349 ос. (станом на 31 грудня 2020).